# Breiðafjörður
Ne doit pas être confondu avec Aire de conservation du Breiðafjörður.
Le Breiðafjörður est un large fjord d'Islande situé entre les fjords du nord-ouest (Vestfirðir) au nord et la péninsule de Snæfellsnes au sud.

## Description
Le Breiðafjörður est ouvert sur l'océan Atlantique à l'ouest et mesure 125 kilomètres de longueur et 50 kilomètres dans sa plus grande largeur pour une superficie de 2 874 km2.
On y trouve environ 2 000 îles, dont celle habitée de Flatey. Le ferry Baldur relie Brjánslækur, Flatey et Stykkishólmur deux fois par jour.
Sa moitié orientale constitue une aire protégée, l'aire de conservation du Breiðafjörður, en raison de la présence de nombreuses espèces de dauphins.

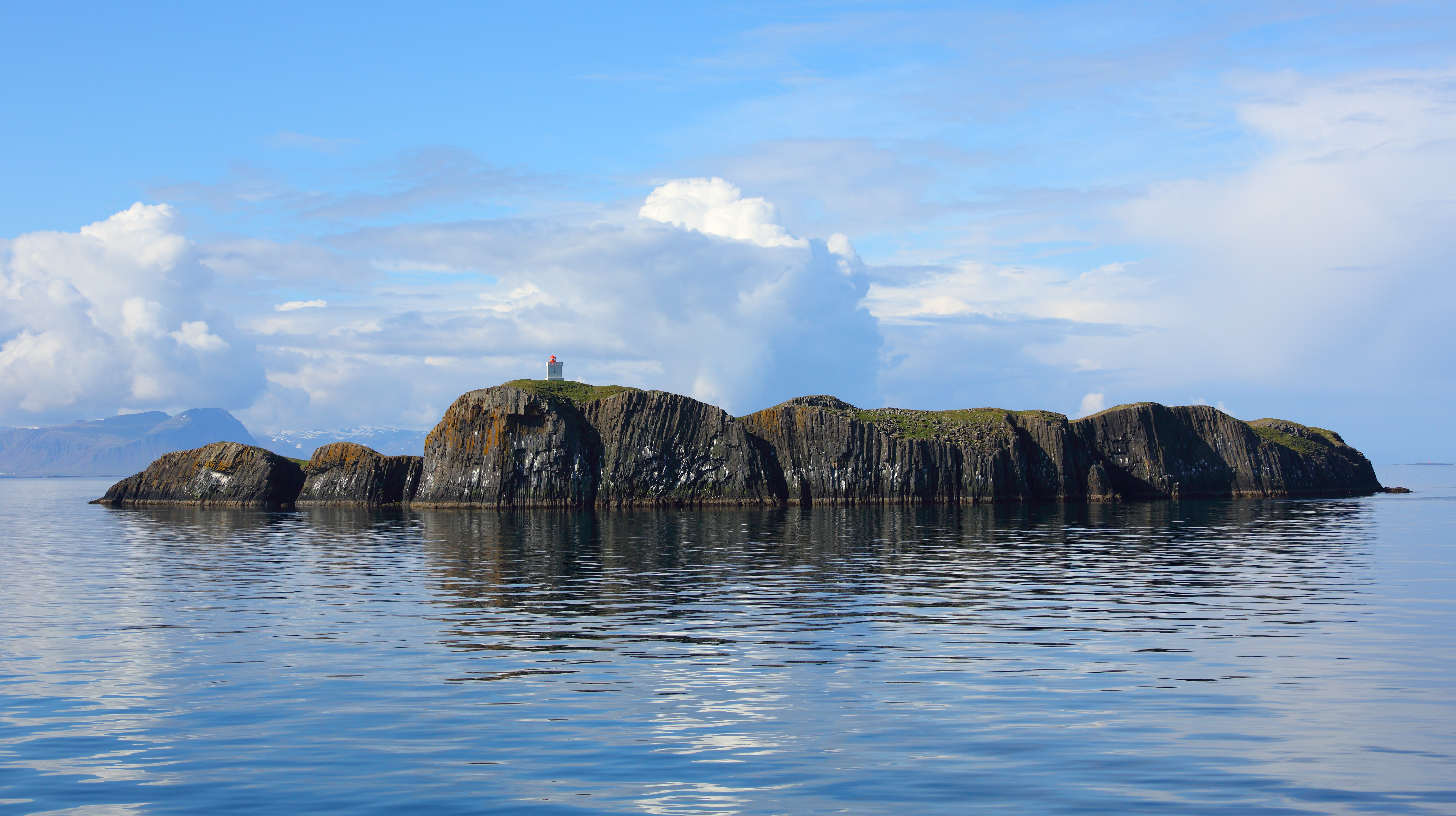
Île d'Elliðaey (Breiðafjörður) avec son phare vue du nord-est.

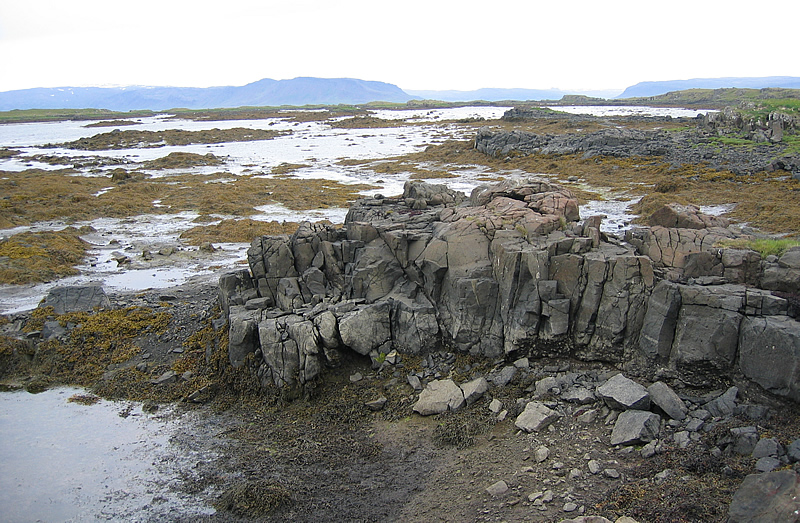
Estran sur les rivages du Breiðaförður.

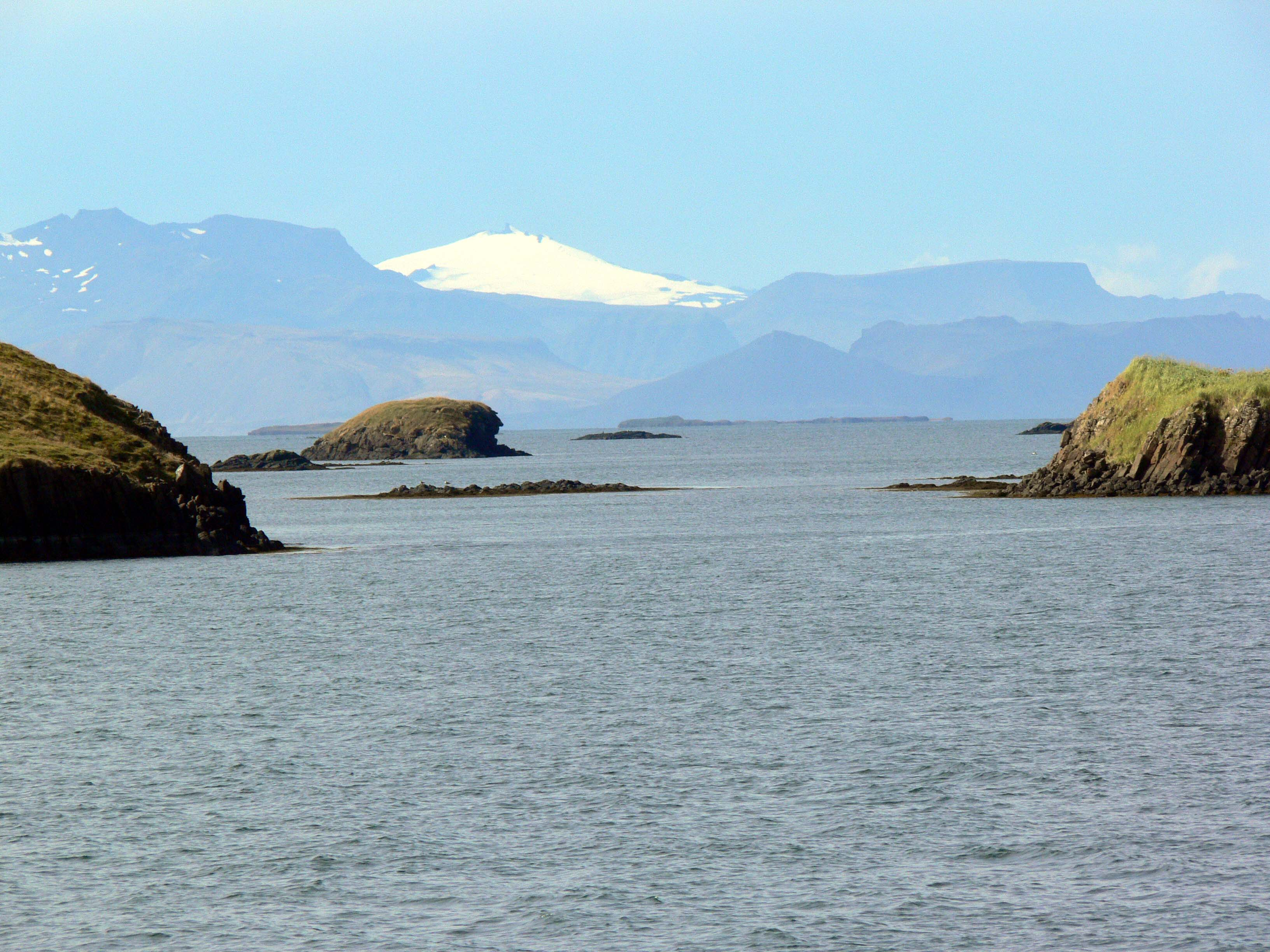
Paysage du Breiðaförður avec le Snæfellsjökull à l'horizon.